# Frank Nitti
Frank 'The Enforcer' Nitti, geboren als Francesco Raffaele Nitto, (Angri, 27 januari 1888 - North Riverside (Illinois), 19 maart 1943) was een Italiaans-Amerikaanse gangster, de tweede man van Al Capone en de opvolger van Capone als leider van de 'Chicago Outfit' toen deze voor 11 jaar in de gevangenis belandde wegens belastingontduiking
Nitti is geboren in Angri, waar ook de ouders van Al Capone waren geboren. Over het geboortejaar van Nitti heerst onduidelijkheid. Bij zijn immigratie in de VS heeft hij 1883 opgegeven. Op zijn grafsteen staat echter 1888 als geboortejaar aangegeven. Na de Eerste Wereldoorlog emigreerde hij naar New York en later naar Chicago. Hier begon hij een kapperszaak die als dekmantel diende voor zijn helerspraktijken van gestolen juwelen. Hij bouwde een uitgebreid netwerk op van vennoten in de onderwereld van Chicago en kwam te werken onder de maffiabaas van Chicago, Johnny Torrio, en later voor diens opvolger Al Capone. Capone gaf Nitti ten tijde van de drooglegging de leiding over de illegale import en distributie van de alcohol vanuit Canada. Nitti was vanwege zijn leidercapaciteiten een van de belangrijkste vertrouwelingen van Al Capone. Ondanks zijn bijnaam "Enforcer", gebruikte Nitti maffiafiguren en andere ondergeschikten eerder dan zelf geweld te plegen.
In 1931 werd Capone tot 11 jaar gevangenisstraf veroordeeld wegens belastingontduiking. Nitti werd tot 18 maanden veroordeeld. Na zijn vrijlating werd Nitti door de pers als de nieuwe maffiabaas van Chicago beschouwd. In de praktijk had hij niet die controle over de verschillende kampen die Capone wel had en het imperium van Capone begon te versplinteren. Op 19 december 1932 werd een inval gedaan in het kantoor van Nitti, waarbij twee politieagenten hem probeerden om te leggen. In de rechtszaak die hierop volgde bleek dat zij hiervoor $15.000 zouden ontvangen. Beweerd werd dat zij de aanslag hadden gepleegd in opdracht van Anton Cermak, de burgemeester van Chicago. Nitti overleefde de aanslag echter. Tegen de tijd dat Nitti het ziekenhuis negen maanden later verliet was Cermak vermoord.
In 1943 werden de topleden van "The Chicago Outfit" aangeklaagd wegens afpersing. Dit waren onder andere Nitti, Paul "The Waiter" Ricca, Joe Capagna, Ralph Pierce, John "Handsome Johnny" Roselli, Nick Circella, Phil D'Andrea, en Charles "Cherry Nose" Gioe. The Outfit werd beschuldigd van het afpersen van grote Hollywood filmstudio's, waaronder MGM Studios, Paramount Pictures, 20th Century Fox, Columbia Pictures, and RKO Radio Pictures. De studio's werden afgeperst omdat de maffia, die de vakbonden in hun macht hadden, met stakingen dreigde.
Bij een bijeenkomst van de leiders van The Outfit bij Nitti thuis, werd Nitti door zijn tweede man, Paul Ricca, ervan beschuldigd dat de aanklacht het gevolg was van de Nitti's plannen tot afpersing en dat de FBI-informant, Willie Bioff, Nitti's vertrouwenspartner bleek te zijn geweest. Rica vond dat Nitti de schuld op zich moest nemen, en dus de gevangenis in moest, om de val van The Outfit te voorkomen.
Nitti was echter sterk claustrofobisch, de gedachte aan de gevangenis stond hem dus niet aan. Ook wordt beweerd dat Nitti in de tijd aan terminale kanker leed. Op de dag voor de rechtszitting, 19 maart 1943, schoot hij zichzelf door het hoofd. Aangenomen wordt dat de tweede man achter Nitti, Paul "The Waiter" Ricca, de controle over The Outfit overnam.
- Bibliothèque nationale de France: cb17815966b (data)
- International Standard Name Identifier: 0000 0000 4928 4818
- Library of Congress Control Number: n2005000765
- Virtual International Authority File: 48628510
- WorldCat: E39PBJvMvKq9bHQDmT4c9ypdcP